# Brachymeles boholensis
Brachymeles boholensis — вид сцинкоподібних ящірок родини сцинкових (Scincidae). Ендемік Філіппін.

## Поширення і екологія
Brachymeles boholensis є ендеміками острова Бохоль. Вони живуть в первинних і вторинних вологих тропічних лісах, трапляються в садах, серед ґрунту і опалого листя та між корінням дерев.